# Episodi di Eyewitness
La prima stagione della serie televisiva Eyewitness, composta da 10 episodi, è stata trasmessa da USA Network dal 16 ottobre al 18 dicembre 2016.
| nº | Titolo originale                 | Titolo italiano | Prima TV USA     | Prima TV Italia |
| -- | -------------------------------- | --------------- | ---------------- | --------------- |
| 1  | Buffalo '07                      |                 | 16 ottobre 2016  |                 |
| 2  | Bless the Beast and the Children |                 | 23 ottobre 2016  |                 |
| 3  | Bella, Bella, Bella              |                 | 30 ottobre 2016  |                 |
| 4  | Crème Brulée                     |                 | 6 novembre 2016  |                 |
| 5  | The Lilies                       |                 | 13 novembre 2016 |                 |
| 6  | The Yellow Couch                 |                 | 20 novembre 2016 |                 |
| 7  | They Lied                        |                 | 27 novembre 2016 |                 |
| 8  | The Larsons' Dog                 |                 | 4 dicembre 2016  |                 |
| 9  | Savior Unknown                   |                 | 11 dicembre 2016 |                 |
| 10 | Mother's Day                     |                 | 18 dicembre 2016 |                 |